# Nousse
Nousse település Franciaországban, Landes megyében. Lakosainak száma 249 fő (2022. január 1.). Nousse Baigts, Gamarde-les-Bains, Lahosse, Lourquen, Montfort-en-Chalosse és Poyanne községekkel határos.

## Népesség
A település népességének változása:
| Lakosok száma | 220  | 216  | 219  | 260  | 248  | 239  | 244  | 247  | 247  | 249  |
|               | 1968 | 1982 | 1990 | 2006 | 2013 | 2015 | 2017 | 2019 | 2020 | 2022 |